# 阿瓦库莫夫卡河
阿瓦库莫夫卡河（俄语：Река Аввакумовка），前称外富锦河（俄语：Река Вай-Фудзин），是滨海边疆区的河流，长67公里，流域面积3170平方公里，在奥尔加镇西注入奥尔加湾。俄语名称是为了纪念俄罗斯正教会主教德米特里·谢苗诺维奇·切斯科伊。阿尔扎马佐夫卡河、瓦西里科夫卡河、别涅夫卡河、福列尔纳亚河、韦贡卡河和哈尔琴科夫沟河注入。禁止有内燃机的小型船只在河上航行。

## 引用
1. ↑  . www.libussr.ru.   [2019-04-24]. （原始内容存档于2013-12-03） （俄语）.
2. ↑  А·П·穆拉诺夫. . 列宁格勒: 气象出版社. 1966 （俄语）.
3. ↑  . 列宁格勒: 气象出版社 （俄语）.
4. ↑  Т·А·基谢尔科瓦娅. . 列宁格勒: 气象出版社. 1977 （俄语）.